# Deportivo La Massana
Deportivo La Massana – andorski klub piłkarski, mający siedzibę w mieście La Massana, na zachodzie kraju.

## Historia
Chronologia nazw:
- 1992: Deportivo La Massana
- 1997: Magatzems Lima
- 1999: Deportivo La Massana
- 2000: Formo Bingo Cristal Deportivo La Massana
- 2001: Formo Esportiu Deportivo La Massana
- 2002: Formosa Bar Ivan Esportiu Deportivo La Massana
- 2005: klub rozwiązano

Klub piłkarski Deportivo La Massana został założony w miejscowości La Massana w 1992 roku. Zespół startował w Lliga andorrana w sezonie 1995/96, które po raz pierwszy odbyły się pod patronatem UEFA. Sezon debiutowy zakończył na 5.miejscu. W następnym sezonie 1996/97 zajął 8.lokatę. W 1997 zmienił nazwę na Magatzems Lima (od nazwy sponsora), a w sezonie 1997/98 znów był ósmym. Po zakończeniu sezonu 1998/99 zakończył na przedostatnie 11.pozycji i został zdegradowany do Segona Divisió. W 1999 klub powrócił do nazwy Deportivo La Massana, a potem w związku ze zmianą sponsorów była dodawana nazwa firmy do nazwy klubu. W 2000 zmienił nazwę na Formo Bingo Cristal Deportivo La Massana, w 2001 na Formo Esportiu Deportivo La Massana, a w 2002 na Formosa Bar Ivan Esportiu Deportivo La Massana. W sezonie 1999/00 zdobył wicemistrzostwo drugiej ligi i wrócił do pierwszej ligi, zwanej Primera Divisió. W sezonie 2000/01 zajął ostatnią 8.pozycję i spadł z powrotem do drugiej ligi. Po zakończeniu sezonu 2004/05, w którym uplasował się na 4.miejscu, klub został rozwiązany.

## Barwy klubowe, strój
| Czerwony | Zielony |

Klub ma barwy czerwono-zielone. Strój jest nieznany.

## Sukcesy

### Trofea międzynarodowe
Nie uczestniczył w rozgrywkach europejskich (stan na 31-05-2019).

### Trofea krajowe
| \| \| Zdobyte trofea w rozgrywkach Andory (stan na: 31-05-2019) \| |                                                           |      |          |
| Rozgrywki                                                          | Osiągnięcie                                               | Razy | Sezon(y) |
| Mistrzostwo                                                        | I miejsce                                                 | 0    |          |
| Mistrzostwo                                                        | II miejsce                                                | 0    |          |
| Mistrzostwo                                                        | III miejsce                                               | 0    |          |
| Mistrzostwo                                                        | 5.miejsce                                                 | 1    | 1995/96  |
| Puchar                                                             | zdobywca                                                  | 0    |          |
| Puchar                                                             | finalista                                                 | 0    |          |
| Puchar                                                             | ćwierćfinalista                                           | 1    | 2001     |
| II liga                                                            | I miejsce                                                 | 0    |          |
| II liga                                                            | II miejsce                                                | 1    | 1999/00  |
| II liga                                                            | III miejsce                                               | 1    | 2003/04  |
| Andora                                                             | Zdobyte trofea w rozgrywkach Andory (stan na: 31-05-2019) |      |          |

## Poszczególne sezony

### Rozgrywki międzynarodowe

#### Europejskie puchary
Nie uczestniczył w rozgrywkach europejskich.

### Rozgrywki krajowe
| \| Andora \| Bilans występów klubu w rozgrywkach piłkarskich Andory (Stan na 31 maja 2019 r.) \| \| |                                                                                  |        |       |   |   |   |    |    |     |                    |        |        |      |
| Poziom                                                                                              | Rozgrywki                                                                        | Sezony | Mecze | Z | R | P | B+ | B– | Pkt | Lata               | Awanse | Spadki | Naj. |
| I                                                                                                   | Lliga andorrana/ Primera Divisió                                                 | 5      |       |   |   |   |    |    |     | 1995–1999, 2000/01 | 0      | 2      | 4    |
| II                                                                                                  | Segona Divisió                                                                   | 5      |       |   |   |   |    |    |     | 1999/00, 2001–2005 | 1      | 0      | 2    |
| | Puchar Andory                                                                    | ?      |       |   |   |   |    |    |     | 199?–2005          |        |        | 1/4  |
| Andora                                                                                              | Bilans występów klubu w rozgrywkach piłkarskich Andory (Stan na 31 maja 2019 r.) |        |       |   |   |   |    |    |     |                    |        |        |      |

## Struktura klubu

### Stadion
Klub piłkarski rozgrywał swoje mecze domowe na stadionie miejskim w Andorze, który może pomieścić 1800 widzów oraz na stadionie miejskim w Aixovall o pojemności 899 widzów.

### Inne sekcje
Klub prowadził drużyny dla dzieci i młodzieży w każdym wieku.

## Kibice i rywalizacja z innymi klubami

### Derby
- UE Extremenya
- FC Aldosa
- CE Principat
- FC Santa Coloma
- FC Andorra Veterans